# Jakucs Pál
Jakucs Pál (Sarkad, 1928. június 23. – Debrecen, 2000. október 17.) Széchenyi-díjas botanikus, ökológus, a biológiai tudomány kandidátusa (1958), majd doktora (1970). Életműve elsősorban az erdei növénytársulások ökológiai kutatása terén kimagasló jelentőségű, behatóan foglalkozott az erdő mint ökoszisztéma anyag- és energiadinamikájával. Az első egyetemi ökológiai tanszék (1979) megalapítója és vezetője volt Magyarországon. 1976-tól a Magyar Tudományos Akadémia levelező, 1987-től rendes tagja. Botanikai szakmunkákban nevének rövidítése: „Jakucs”. Bátyja Jakucs László geológus, tanszékvezető professzor.

## Élete

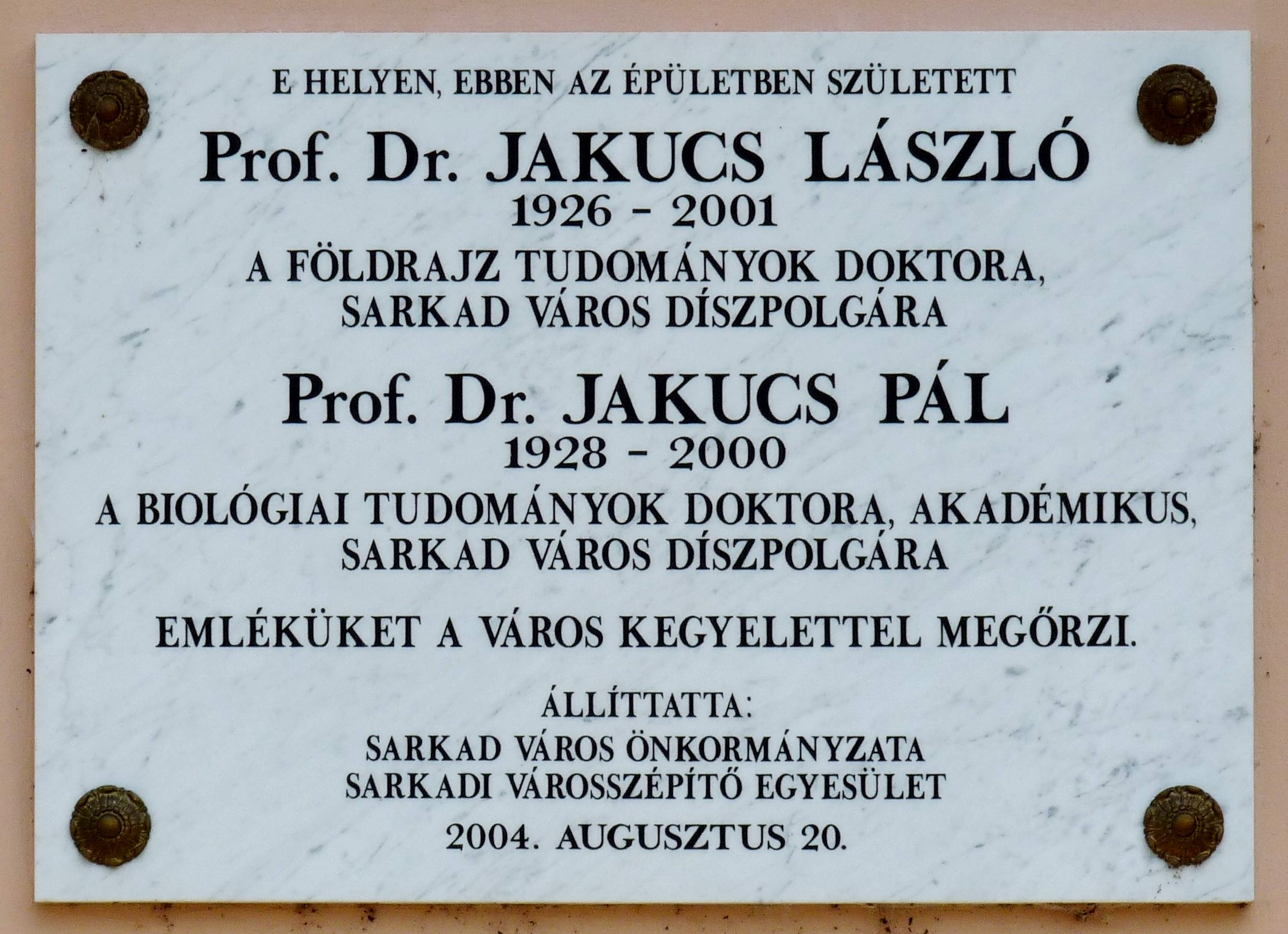
Jakucs Pál emléktáblája a szülőházán, Sarkadon.

1928. június 23-án született Sarkadon. Apja Jakucs László tanító, Debrecen és Hajdú vármegye tanfelügyelője, anyja Csató Margit általános iskolai tanár. Hatéves korától családjával együtt Debrecenben lakott, középiskoláit a város református kollégiumában, illetve a Fazekas Mihály Gimnáziumban végezte. Földrajz–természetrajz szakos tanári oklevelét 1951-ben szerezte meg a debreceni Kossuth Lajos Tudományegyetemen. 1951-től tizenöt éven át a budapesti Magyar Természettudományi Múzeum növénytárában dolgozott, előbb mint muzeológus, majd tudományos főmunkatárs, végül osztályvezető-helyettes. 1966-ban átkerült az MTA Földrajztudományi Kutatócsoportjához (1967-től Kutatóintézetéhez), ahol 1971-ig tudományos főmunkatársként dolgozott és növénytársulás-tani kutatásokat folytatott. 1971-ben egyetemi tanárrá nevezték ki a debreceni egyetem növénytani tanszékére. Éveken át tartó szervezőmunkájának köszönhetően 1979-ben ugyanott megalakulhatott Magyarország első ökológiai tanszéke, amelynek első tanszékvezető egyetemi tanára volt egészen 1998-as nyugdíjba vonulásáig.

## Munkássága
A debreceni egyetemen Soó Rezső tanítványa volt, s aktívan részt vett az egyetem botanikai – főként florisztikai és növényrendszertani – kutatásaiban, ami egy életre meghatározta a növénytan iránti elkötelezettségét. Munkássága a fővárosba kerülésével vett határozott fordulatot: mentora, az iskolateremtő fitocönológus Zólyomi Bálint hatására érdeklődése a növénytársulástan és a növényökológia felé fordult. Részt vett a Bükk hegység vegetációtérképezésében, amelynek során Magyarországon úttörő módon elsőként alkalmazott légi fényképeket a geobotanikai térképek pontosításához. Ezt követően a karsztbokorerdők, azaz a cserszömörcés-molyhos tölgyes bokorerdők (Cotino-Quercetum pubescentis) növénytársulásainak feldolgozásába, mikroklimatikai-ökológiai jellemzőinek meghatározásába fogott. Ennek kapcsán több botanikai terepmunkát végzett a közép-európai és Balkán-félszigeti országokban, s a tudományos körökben nagy elismerést kiváltó monográfiája végül 1961-ben jelent meg német nyelven.
Az 1960-as évektől érdeklődése az abiotikus (élettelen) tényezők és a biológiai rendszerek ökológiai kölcsönhatásainak vizsgálatára irányult. Elsősorban a melegkedvelő és szárazságtűrő erdők ökoszisztémája, növény- és életközösségeinek szerkezete, anyagforgalmának és energiaútjainak jellege és dinamikája foglalkoztatta. Ez irányú vizsgálatai során a fizikai környezet egyes elemeit dinamikai egységekként fogta fel és határolta el a mikrokörnyezet más alkotóelemeitől, s többek között elsőként alkalmazott vízfestést az áramló víz sebességének és irányának meghatározásához. Számos új eljárást vezetett be a terepvizsgálatok során gyűjtött adatok statisztikai feldolgozásának módszertanába is, mindezzel megteremtette a vegetációdinamikai kutatások alapjait. Szervezőmunkájának köszönhetően 1972-től kezdhette meg a munkát a Noszvaj melletti síkfőkúti erdei kutatóállomáson, a Síkfőkút Project-en, ahol az erdő heterotróf és autotróf szintjeinek, azaz anyaglebontó és - építő folyamatainak tér - és időbeli vizsgálata, a biomassza, a víz-, tápanyag- és energiaáramlás ciklusait vizsgálták. Az 1980-as évektől egyre hangsúlyosabban tanulmányozta a talajerózió, a savas esők és az ultraibolya sugárzás hatását és szerepét az erdő- és fapusztulásban. 1980-tól a Répáshuta közelében lévő, bükki Rejtek kutatóházban végzett komplex erdővizsgálati munkálatokat irányította, amelyek elsődleges célja a tarvágás következményeinek, a talajerózió mechanizmusának tudományos igényű dokumentálása volt.
Munkásságának meghatározó vonulata volt pedagógusi és oktatásszervezői tevékenysége. A debreceni növénytani tanszék vezetőjeként új, ökológiai szempontú elemeket integrált a leendő botanikusok oktatási tervébe. Fáradozásai eredményeként 1979-ben megalakulhatott Magyarország első önálló ökológiai tanszéke a debreceni egyetemen, s ugyancsak az ő kezdeményezésére készülhetett el 1993-ra az ökológiai és növénytani tanszéket befogadó új egyetemi épület (ma Debreceni Egyetem TTK Biológiai és Ökológiai Intézet). Kiterjedt publikációs tevékenysége mellett 1975–1992 között az Acta Botanica, valamint az Acta Biologica Debrecina 1984-ben általa elindított ökológiai melléklapjának (Supplementum Oecologica Hungarica) főszerkesztője volt.
Mindezek mellett Jakucs részt vett a természetvédelmi mozgalmakban, szakmai tanácsokkal támogatta az állami természetvédelem munkáját, de legharcosabb szószólója az erdővédelemnek volt, határozottan fellépett a tarvágás, valamint egyes fafajok eltúlzott mértékű, a biodiverzitást fenyegető telepítése ellen.
1976-ban a Magyar Tudományos Akadémia levelező, 1987-ben rendes tagjává választotta, a Természetvédelmi Bizottság elnöke is volt. Munkássága magas szintű elismeréseként 1965-ben Akadémiai Díjat, 1984-ben Jávorka Sándor-, 1997-ben Széchenyi-díjat kapott a magyarországi ökológiai kutatás, továbbá a természetvédelem terén évtizedeken át végzett kutatásaiért, nemzetközileg széles körben elismert magas színvonalú eredményeiért, kiemelkedő oktató munkájáért, iskolateremtő munkásságáért. Természetvédelmi tevékenységéért pedig 1980-ban a Pro Natura emlékérmet vehette át. Tagja volt a Kárpát-medence Nemzetközi Térképezése magyarországi munkabizottságának, valamint a Hortobágyi Nemzeti Park tanácsának elnöki tisztét is betöltötte.

## Főbb művei
- Mátra, Budapest, 1955
- Geobotanische Untersuchungen und die Karstaufforstung in Nordungarn, Budapest, 1955
- Nouveau classement cénologique des bois de chênes xérothermes [Quercetea pubescenti-petraeae cl. nova] de l’Europe, Budapest, 1960
- Die phytozönologischen Verhältnisse der Flaumeichen-Buschwälder Südostmitteleuropas, Budapest, 1961
- Dynamische Verbindung der Wälder und Rasen: Quantitative und qualitative Untersuchungen über die synökologischen, phytozönologischen und strukturellen Verhältnisse der Waldsäume, Budapest, 1972
- Dénes György–Jakucs László–Jakucs Pál: Aggteleki karsztvidék. Útikalauz; Sport, Bp., 1975
- Ecology of an oak forest in Hungary: Results of “Síkfőkút project”: Structure, primary production and mineral cycling, Budapest, 1985 (másokkal)
- Fajokra és élőhelyekre vonatkozó adatfelvételi lapok értelmezési és kitöltési útmutatója. Környezetvédelmi információrendszer, természetes élővilágvédelmi részrendszer. Javaslatterv; szerk. Jakucs Pál, Dévai György; KLTE–OKTH, Debrecen–Bp., 1985